# オリンピックデー
オリンピックデー（英:Olympic day）とは、1894年6月23日、クーベルタンの提唱により、パリで開催された国際会議において、オリンピック復興が決定し、国際オリンピック委員会 (IOC) が創設したことを記念する日である。第二次世界大戦後の1948年、第42次IOC総会において、同日がオリンピックデーに定められた
。この日は各国の国内オリンピック委員会 (NOC) により、オリンピックムーブメントの一環として、記念イベントが実施される。
最初のオリンピックデーは、1948年6月23日にポルトガル、ギリシャ、オーストリア、カナダ、スイス、イギリス、ウルグアイ、ヴェネズエラ、ベルギーの各国で開催された。1978年版のオリンピック憲章の中で、IOCはオリンピック運動を推進するために全ての国でオリンピックデーを開催することを推奨した。1987年以来、各国のオリンピック委員会により「オリンピックデーラン」が世界各地で行われている。

## 1948オリンピックデー (東京)
1948年ロンドン大会に日本はまだ招待されなかったが、開会式の7月29日に合わせて独自のオリンピックデーイベントが明治神宮外苑競技場で開催された。当日は入場行進、オリンピック旗掲揚、模範演技などが行われた。

## 1963オリンピックデー (東京)
1964年東京大会を控えた1963年6月23日に、「オリンピック・デー　クーベルタン生誕100周年記念」として、上野の東京文化会館でイベントが行われた。主な内容は次の通り。主催は日本体育協会、東京都、オリンピック東京大会組織委員会。
- パレード: 上野広小路→上野公園 (陸上自衛隊、スポーツ少年団他)
- 式典: IOC会長からのメッセージ、皇太子殿下のおことば他

第1部　オリンピックの歌当選発表と表彰
- 今井光也作曲『オリンピックファンファーレ』
- 團伊玖磨作曲『オリンピック序曲』[5]
- 古関裕而作曲『オリンピックマーチ』[5]
- 清水脩作曲『オリンピック賛歌A』[5]
- 小倉朗作曲『オリンピック賛歌B』[5]
- 飯田三郎作曲『東京オリンピックの歌』
- 古賀政男作曲『東京五輪音頭』

第2部　青春をたたえる歌
- 『東京オリンピックの歌』他13曲

演奏: 岩城宏之指揮、NHK交響楽団 他

## 2019オリンピックデー (東京)
2020年東京大会を控えた2019年の「オリンピックデーラン」が、6月9日から12月14日まで全国9会場で開催された。
また6月14日に東京国際フォーラムで、映像と演奏による「オリンピックコンサート2019」が開催された。主な内容は次の通り。
第1部
- 今井光也作曲『オリンピック東京大会ファンファーレ』
- 古関裕而作曲『オリンピックマーチ』
- G.ヴェルディ作曲　歌劇『運命の力』序曲
- J.ウィリアムズ作曲『地上の冒険』

第2部
- 渡辺俊幸作曲『セレブレーション・ファンファーレ2020』
- 平成30年度JOCスポーツ賞受賞者表彰
- チャイコフスキー作曲『ロメオとジュリエット』より
- E.モリコーネ作曲『ミッション』メインテーマ
- S.サマラ作曲『オリンピック讃歌』
- E.モリコーネ作曲『ニュー・シネマ・パラダイス』より

演奏: 粟辻聡指揮、The Orchestra Japan 他